# Богданов, Дементий Иванович
Дементий (Дометий) Иванович Богданов (7 (18) августа 1791 — 8 (20) февраля 1879) — генерал-лейтенант русской императорской армии, военный инженер.

## Биография
Родился 7 (18) августа 1791 года.
В службу вступил рядовым в учебный гренадерский батальон 23 июля 1808 года, спустя полтора месяца был зачислен канониром лейб-гвардии артиллерийский батальон, а 5 декабря того же года получил звание кондуктора 2-го класса, с назначением по инженерному корпусу, в котором он и продолжал свою военную службу до чина подполковника включительно — в первый офицерский чин был произведён 14 сентября 1810 года, а чин подполковника получил 6 декабря 1827 года. Участвовал в Отечественной войне 1812 г. (Бородино) и Заграничных походах 1813—1814 гг., в 1828—1829 гг. сражался против турок
По Высочайшему повелению, был определён начальником строительного отделения Черноморской строительной экспедиции, а 18 ноября 1832 года переведён в Санкт-Петербург «для употребления по морской строительной части».
Масон, входил в ложу «Соединённые друзья».
29 декабря 1837 года Богданов был переведён в корпус инженеров морской строительной части и исполнял обязанности сначала начальника 1-го отделения строительного департамента морского министерства, потом члена хозяйственного комитета южного округа и, наконец, командира Николаевской инженерной команды. Занимая эту должность, он за отличие по службе получил чин полковника; 12 февраля 1842 года был переведён в полевые (ныне военные) инженеры, где, находясь в должности помощника командира Санкт-Петербургского инженерного округа, а с 15 ноября 1849 года — в должности управляющего этим округом, был произведён 6 декабря 1850 года, за отличие по службе, в генерал-майоры, с назначением командиром Оренбургского инженерного округа и начальником инженеров отдельного Оренбургского корпуса. В последней должности Богданов, состоя до декабря 1855 года под началом И. Ф. Бларамберга, и находился до 1 апреля 1857 года, после чего был зачислен по инженерному корпусу и назначен членом общего присутствия инженерного департамента по искусственной части. Во время службы в Оренбурге неоднократно бывал в степных походах.
19 декабря 1860 года Д. И. Богданов был произведён в генерал-лейтенанты и уволен от службы с полным пенсионом.
Умер 8 (20) февраля 1879 года. Похоронен на Никольском кладбище Александро-Невской лавры в Петербурге.

## Награды
- Орден Святой Анны 4-й степени (24 августа 1812)
- Орден Святого Владимира 4-й степени с бантом (1814)
- Полугодовое жалование (1825)
- Орден Святой Анны 2-й степени (1828, императорская корона пожалована в 1830 году)
- Единовременно 1100 рублей (1834)
- Единовременно 1500 рублей (1835)
- Единовременно 1200 рублей (1835)
- Орден Святого Станислава 2-й степени (10 июня 1836)
- Орден Святого Георгия 4-й степени (6 декабря 1836 года, за беспорочную выслугу 25 лет в офицерских чинах, № 5443 по кавалерскому списку Григоровича — Степанова)[3]
- Единовременно 1250 рублей (1837)
- Единовременно 500 рублей серебром (1844)
- Орден Святого Владимира 3-й степени (11 апреля 1848)
- Знак отличия за XXXV лет беспорочной службы (1848)
- Орден Святого Станислава 1-й степени (1854)